# Nils Thun
Nils Thun, född den 3 november 1914 i Uppsala, död där den 26 augusti 2000, var en svensk språkman. Han var son till Arvid Frisendahl.
Thun avlade studentexamen i Uppsala 1934, filosofie kandidatexamen där 1938, filosofisk ämbetsexamen 1939 och filosofie licentiatexamen 1957. Han var lärare vid försvarets skolor 1942–1944, vid folkhögskolor 1944–1950, adjunkt vid försvarets läroverk 1950–1971 och därjämte extra ordinarie lektor vid läroverket för vuxna i Norrköping 1960–1962, vid folkskoleseminariet i Gävle 1963–1970. Thun promoverades till filosofie doktor 1963 och blev docent i engelska språket vid Uppsala universitet samma år. Han var professor i engelska, särskilt modern engelska, vid Umeå universitet 1971–1979. Thun publicerade skrifter i språkvetenskap, särskilt anglistik, bland vilka märks Reduplicative Words in English (doktorsavhandling, 1963). Han vilar på Uppsala gamla kyrkogård.